# 836

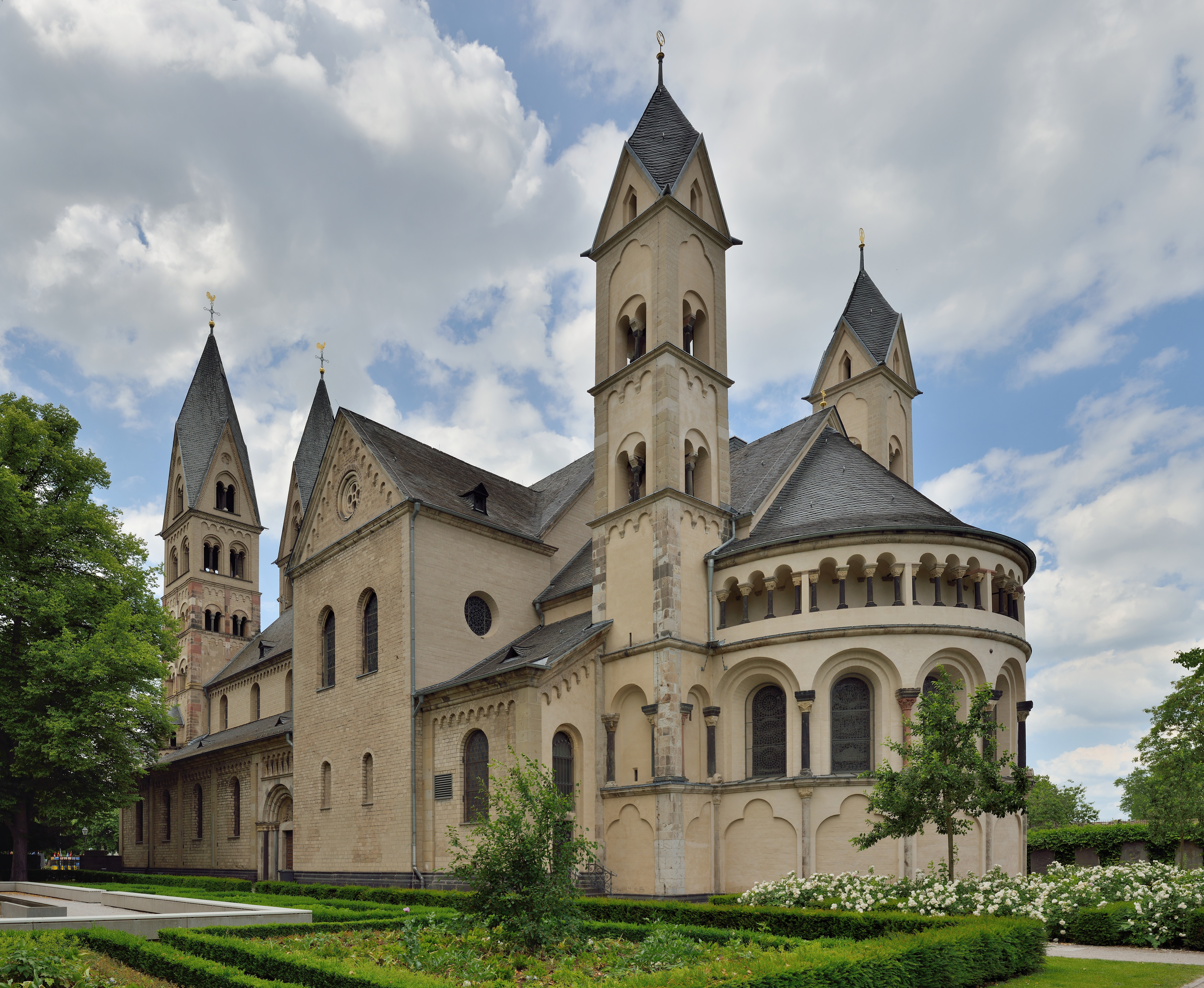
De Sint-Kastorbasiliek (Koblenz, Duitsland)

Het jaar 836 is het 36e jaar in de 9e eeuw volgens de christelijke jaartelling.

## Gebeurtenissen

### Brittannië
- Vikingen uit Denemarken voeren een plunderveldtocht in North Devon en Somerset. Koning Egbert van Wessex wordt bij Carhampton verslagen door een strijdmacht van 35 Vikingschepen en moet zich terugtrekken.

### Europa
- 4 juli - Sicard, prins van Benevento, sluit een 5-jarig vredesakkoord met de hertogdommen Sorrento, Napels en Amalfi (Zuid-Italië). Hij accepteert een vrije doortocht van handel en kooplieden tussen de drie steden.
- De Vikingen plunderen Antwerpen en Witla, gelegen aan de monding van de Maas. Beide handelsplaatsen (emporium) worden platgebrand.[1] (Volgens de Annales Fuldenses)
- Prosigoj, heerser (župan) van Servië, overlijdt na een regeerperiode van 14 jaar. Hij wordt opgevolgd door zijn zoon Vlastimir. (waarschijnlijke datum)

### Arabië
- Kalief Al-Mu'tasim verplaatst de hoofdstad van Bagdad naar Samarra. De jaarlijkse schatting in slaven van Nubië (Soedan) aan de Abbasiden wordt verminderd; op hun beurt ontvangen ze geen wijn meer uit Egypte.[2]

## Religie
- 12 november - De Sint-Kastorbasiliek in Koblenz wordt door keizer Lodewijk I ("de Vrome") ingewijd.
- Meinrad, Duitse monnik en heremiet, sticht in Einsiedeln (huidige Zwitserland) een kluizenarij.
- Eerste schriftelijke vermelding van Tauberbischofsheim (huidige Duitsland).

## Geboren
- Ingeltrude van Friuli, Frankisch edelvrouw (overleden 867)
- Thabit ibn Qurra, Aramees wiskundige (waarschijnlijke datum)

## Overleden
- Haito (73), Frankisch abt
- Prosigoj, heerser (župan) van Servië
- Wala van Corbie, Frankisch edelman